# Carl Nickel
Johann Carl Nickel (* 22. Juli 1804 in Weilmünster; † 20. Juni 1874 ebenda) war Feldgerichtsschöffe und Mitglied der Zweiten Kammer der Landstände des Herzogtums Nassau. 

## Leben
Carl Nickel wurde als Sohn des Gastwirts Johannes Nickel (1748–1808) und dessen Ehefrau Johannette Jacobine Vonhausen (1769–1839) geboren. 
Er war als Feldgerichtsschöffe tätig und gehörte in dieser Funktion neben dem Schultheißen und einem Kämmerer sowie einem gewählten Vorsteher zur Kontrolle der Verwaltung zur Verwaltungsspitze des Gemeindebezirks.
Von 1864 bis 1865 hatte er als Nachfolger des Abgeordneten Daniel Raht 
ein Mandat für die Zweite Kammer der Landstände des Herzogtums Nassau, gewählt für den Wahlkreis VIII Weilburg als Mitglied der Nassauischen Fortschrittspartei. 